# قرار مجلس الأمن التابع للأمم المتحدة رقم 1129
قرار مجلس الأمن الدولي رقم 1129 صدر في 12 سبتمبر/ أيلول 1997. يعبر فيه عن قلقه من قرار الحكومة العراقية الامتناع عن بيع النفط والمنتجات النفطية المسموح بها وما يسببه ذلك من عواقب إنسانية ومشاق على الشعب العراقي.